# 엔기시키

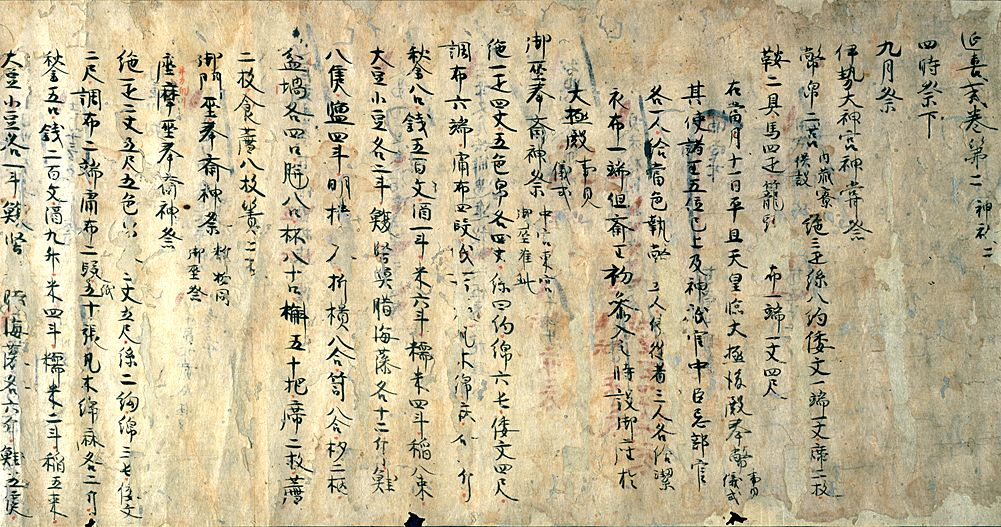
구조가에 전해지는 '엔기시키 (구조가본)' (도쿄 국립 박물관, 국보)

엔기시키(延喜式)는 일본 헤이안 시대 중기에 편찬된 격식 (율령의 시행 세칙)으로, 3대 격식 중 하나이며, 율령의 시행 세칙을 정리한 법전이다. 3대 격식 중 거의 완전한 형태로 남아 있는 것은 엔기시키 뿐이며, 세목까지 규정되어 있기 때문에 고대사 연구에 중시되고 있다.

## 같이 보기
- 이치노미야
- 다이샤